# Bhavnagar
Bhavnagar es ciudad situada en el oeste de la India, en el estado de Gujarat en el golfo de Jambhat. La ciudad es estación terminal de ferrocarril y un centro importante de comercio de telas y maderas. Su industria comprende la producción de ladrillos, repostería, abonos, hielo, productos de plástico y caucho, textiles, aceite vegetal y objetos de artesanía. Fundada en 1723, fue la capital del estado principesco de Bhavnagar hasta 1948. Población (2001), 517.578 habitantes.
- Datos: Q242992
- Multimedia: Bhavnagar / Q242992

1. ↑  Worldpostalcodes.org,código postal n.º 364001.